# Ljajkovići
Ljajkovići (cyr. Љајковићи) – wieś w Czarnogórze, w gminie Podgorica. W 2011 roku liczyła 487 mieszkańców.